# Diocesi di Ardbraccan
La diocesi di Ardbraccan (in irlandese Ard Breacáin) è stata una sede della Chiesa cattolica.

## Territorio
Sede vescovile era l'odierno villaggio di Ardbraccan, presso Navan.

## Storia
La sede monastica di Ardbraccan fu fondata da san Braccan, che morì nel 650, oppure in suo onore dal suo successore sant'Ultan, che morì nel 657.
Non è nominata fra le diocesi stabilite dal sinodo di Rathbreasail del 1111, né dal sinodo di Kells del 1152. Fu quindi una delle sedi monastiche che non sopravvissero alla riorganizzazione della Chiesa irlandese del XII secolo. Il suo territorio fu incorporato nella diocesi di Meath.

## Cronotassi dei vescovi
- San Braccan ? † (? - 650 deceduto)
- Sant'Ultan † (? - 657 deceduto)
- Tirechan †